# Koburger Ehrenzeichen
Das Koburger Ehrenzeichen zählt zur Gruppe der Ehrenzeichen der NSDAP (Nationalsozialistische Deutsche Arbeiterpartei).
Das Abzeichen zählt in Deutschland zu den verfassungsfeindlichen Propagandamitteln. Sein Herstellen, öffentliches Tragen oder Verbreiten ist gemäß § 86a StGB verboten.

## Im Nationalsozialismus

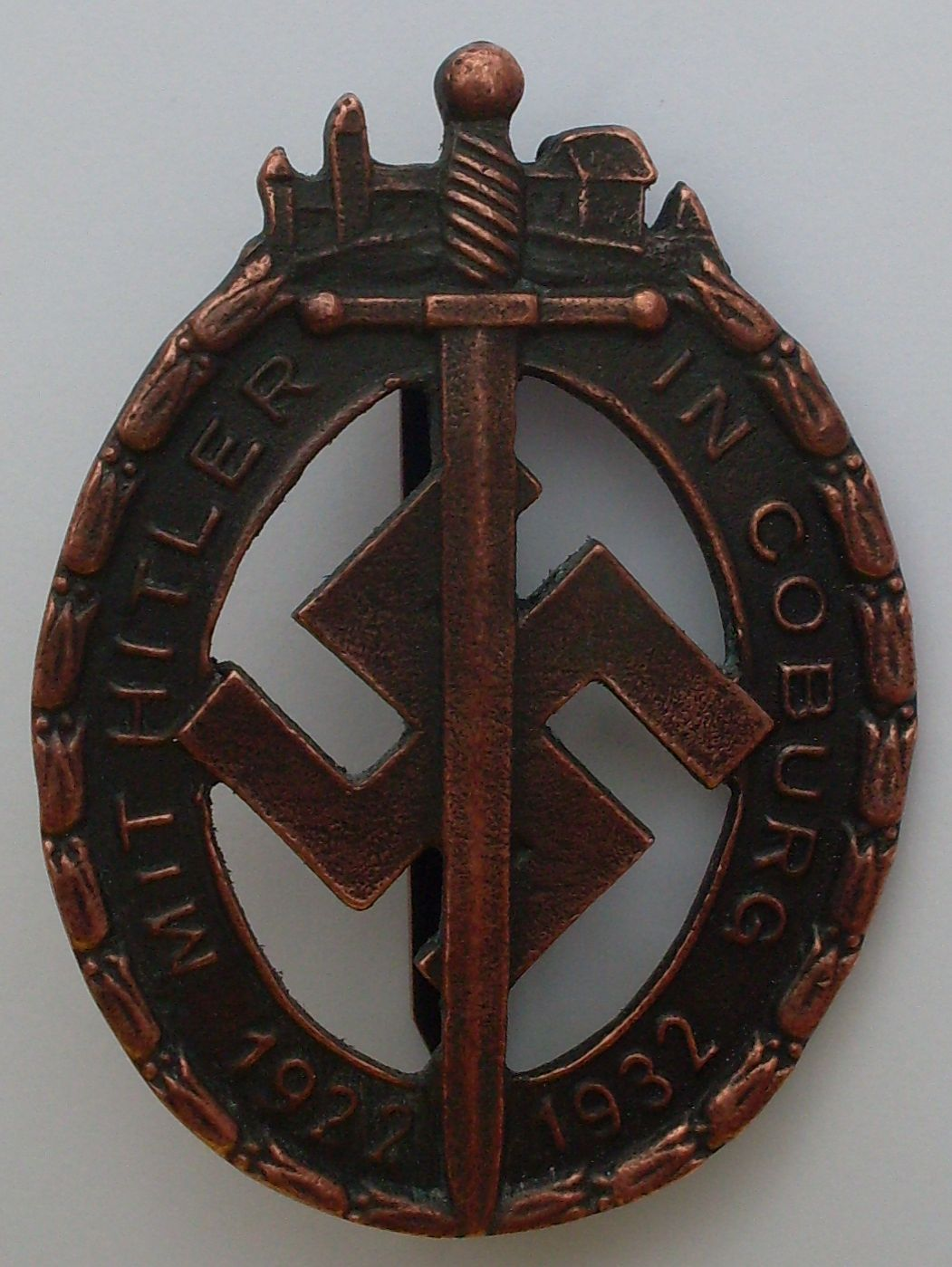
Heute: Verfassungsfeindliches Propagandamittel: Coburger Ehrenzeichen (Replik)

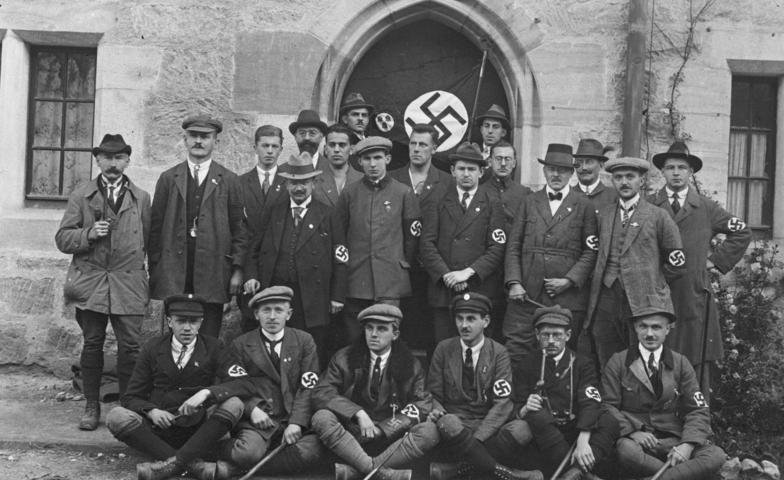
„Deutscher Tag“: NSDAP-Delegation 1922 auf der Veste Coburg

Adolf Hitler reiste am 14. Oktober 1922 in einem Sonderzug mit 650 SA-Begleitern, einer Einladung folgend, zum dritten „Deutschen Tag“ nach Coburg. Dort kam es zu Straßenkämpfen und Schlägereien mit Gegendemonstranten aus links orientierten Parteien. Es war der erste gewalttätige Auftritt der NSDAP außerhalb Münchens. In seinem Buch Mein Kampf hat Hitler die Ereignisse als „Zug nach Koburg“ und Markstein der Bewegung besonders hervorgehoben. Am 15. Oktober 1932 wurden während der Coburger Hitlertage anlässlich des 10. Jahrestages die ehemaligen Teilnehmer mit dem Koburger Ehrenzeichen ausgezeichnet. Danach feierte die NSDAP die Ereignisse des „Deutschen Tages“ von 1922 jährlich.
Das Koburger Ehrenzeichen gehörte mit dem Deutschen Orden, dem Blutorden und dem Goldenen Parteiabzeichen zu den höchsten Auszeichnungen der NSDAP. Zwischen 422 und 436 „alte Kämpfer“ wurden damit dekoriert. Später wurde die Parteiauszeichnung auch ehrenhalber verliehen. Bis Februar 1938 gab es 418 Ehrenzeichenträger, wie beispielsweise den ehemaligen Herzog Carl Eduard.
Das Ehrenzeichen war von Louis Walter entworfen und von Hitler abgeändert worden. Es zeigt das Hakenkreuz als Symbol der NSDAP, davor ein senkrechtes Schwert, die SA symbolisierend. Umringt werden Hakenkreuz und Schwert durch den Schriftzug: „Mit Hitler in Coburg / 1922–1932“. Am oberen Rand ist die Veste Coburg abgebildet. Weiterhin stellte die Firma Deschler aus München auch Abzeichen aus Silber mit karminroten Hakenkreuz her. Zwei Exemplare sind bekannt. Ein Exemplar wurde dem 1929 ermordeten SA-Mann Heinrich Bauschen aus Duisburg postum verliehen. Eine weitere Verleihung des silbernen Ehrenzeichens ging an Therese Eßlinger aus München.
Der Text auf der Urkunde zur Verleihung der Parteiauszeichnung, unterschrieben von Adolf Hitler, lautete:

„Der Inhaber dieser Urkunde Parteigenosse … hat an dem Aufmarsch in Koburg am 14./15. Oktober 1922 teilgenommen. Ihm wurde anläßlich der Zehn-Jahres-Feier das Koburger Ehrenzeichen verliehen. München, im Oktober 1932“

Siehe auch: 
- Geschichte der Stadt Coburg

## Verfassungsfeindliches Abzeichen
Das Koburger Ehrenzeichen gehört zu den nationalsozialistischen Orden, deren Führung in Deutschland nach dem Gesetz über Titel, Orden und Ehrenzeichen von 1957 strafbar ist.